# Astrachan (Pelz)

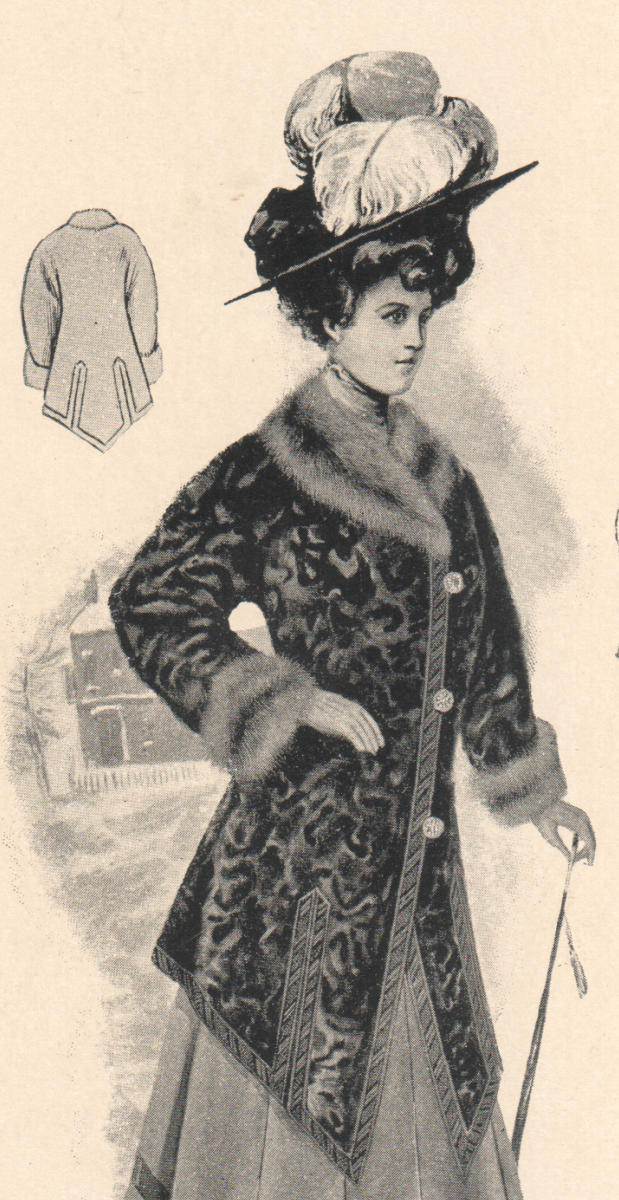
Astrachan-Jackett mit Zobelbesatz. Von Fr. März, Leipzig, 1908

Astrachan (von tatarisch bzw. persisch استراخان Hāddschī Tarchān, ein Städtename, auch Astrakhan, ein Begriff aus der Pelzbranche) ist im deutschsprachigen Raum eine andere Bezeichnung für den Persianer, das Fell des Karakulschafes (französisch und spanisch ebenfalls neben karakul auch astrakan bzw. astracano) und für das Fell einer sogenannten Halbpersianer-Rasse. Daneben besteht noch der Begriff Astrachan-Kid für Felle chinesischer Zickel.
Im allgemeinen Sprachgebrauch bezeichnete Astrachan zuletzt, jedoch selten gebraucht, häufig den Persianer. Dieser Artikel behandelt die Astrachan genannten Halbpersianer und die Astrachan-Kid genannten Zickelfelle.

## Astrachan (Merluschka-Lamm)
Felle aus ehemals vorgenommenen Kreuzungen von Karakulschafen (Fettschwanzschafe) mit einheimischen Schafrassen sind im Charakter mehr oder weniger dem Persianer ähnlich. In der Kirgisensteppe, vom Ural bis zur Mongolei und in China wird das Merluschka-Schaf gehalten. Die Locke ist recht offen, etwas grob, gekräuselt, teils aber schön gemustert. Die Farbe ist teils Weiß, Schwarz oder gescheckt.

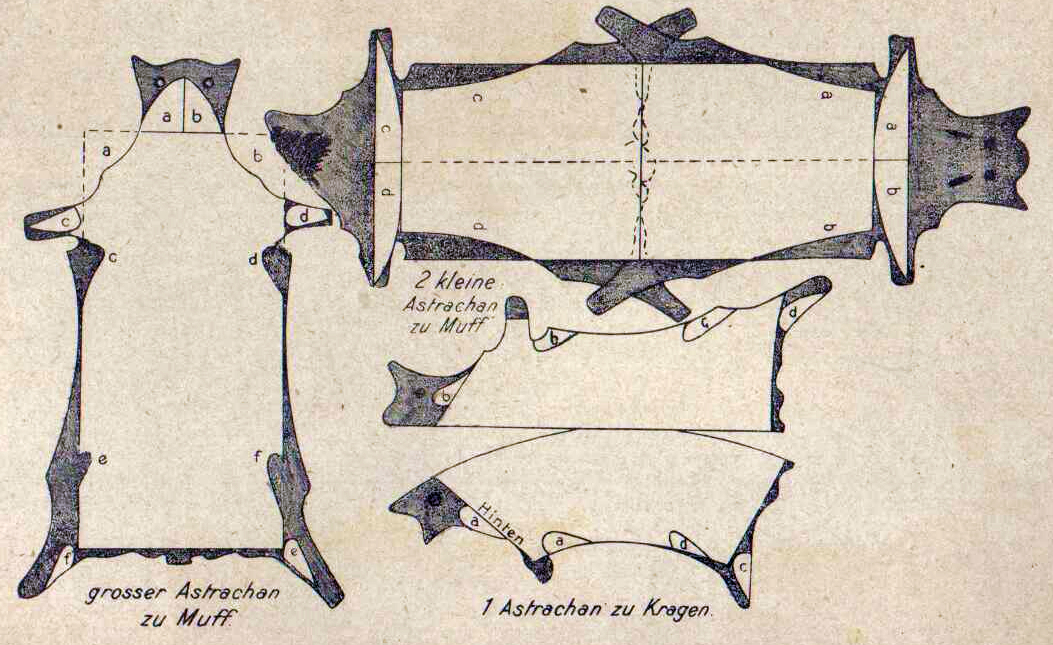
Astrachan-Zuschnitt für Muffe und Kragen, 1895

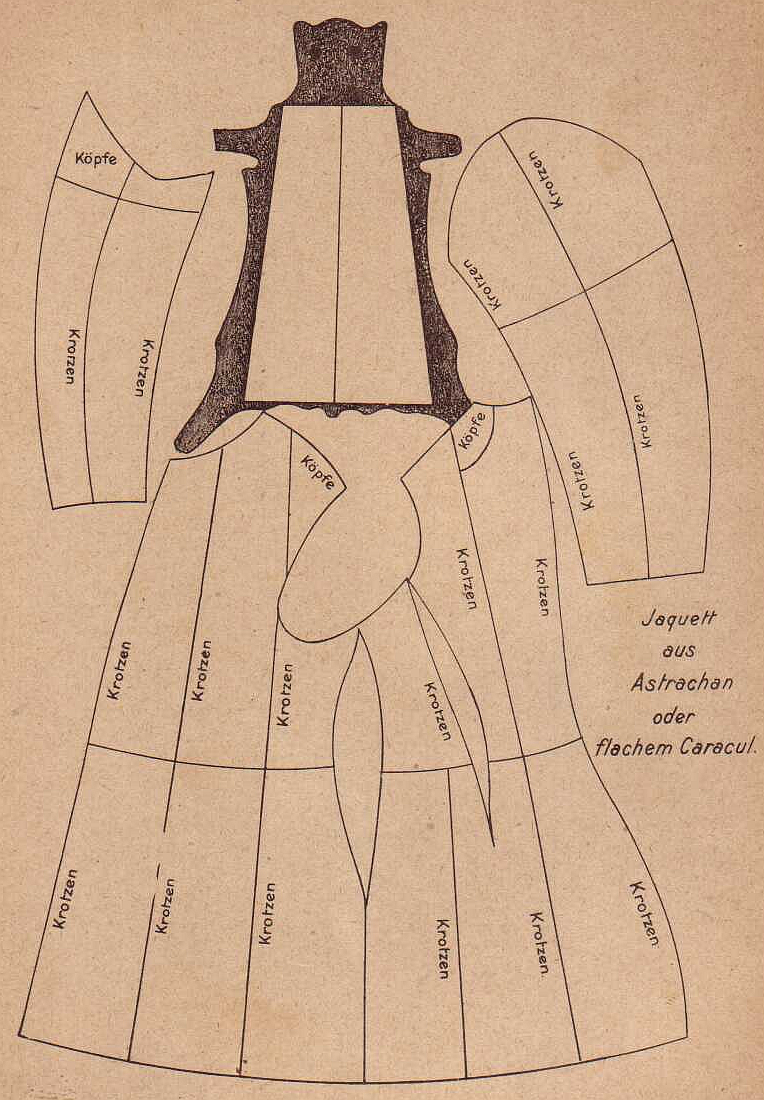
Fellverteilung für eine Astrachanjacke, 1895

Meyers Konversationslexikon von 1894 bis 1896 schreibt dazu: 

Astrachan, Baranken, Baranjen, die nach der russischen Stadt Astrachan benannten lockigen, kleinen, schwarzbraunen Lämmerfelle. Nach dem Kopfe zu sind die Locken großflammiger, nach dem Schwanzende hin schlichter oder glatter. Man erhält sie aus dem südlichen Rußland, der Tatarei und Persien. Die im Handel vorkommenden tiefschwarzen Astrachan sind stets gefärbt, jedoch zum Nachteil der Haut, die dadurch mürbe wird. Unter dem Namen Astrachan kommen auch Nachahmungen durch plüschartige Gewebe im Handel vor, bei denen die gelockte, glänzende Oberfläche der echten Ware oft täuschend nachgeahmt ist. Man erkennt diese Nachahmungen jedoch sehr leicht an der allzu gleichartigen Beschaffenheit der Locken und dem am Grunde sichtbaren Gewebe.

Die Rohfelle der Merluschka-Schafe (Kreuzungen mit tatarischen Schafen) junger Lämmer sind in Deutschland als Treibel (Dreibel) im Handel, die gefärbten Felle als Astrachan. In Frankreich nannte man diese Felle „caracul“ und den Persianer „astrakan“. Neuerdings werden dort die Persianer als „karakul“ bezeichnet. Wohl wegen des erwähnten, früher durch das Färben zum Nachteil veränderten Leders wurden die Felle nach 1900 fast nur noch in den damals in der Lammveredlung führenden Pelzfärbereien in Leipzig gefärbt.
Über die Problematik, Astrachan zu färben, schreibt 1895 ein Kürschnerfachbuch, dass die Felle sonst halbgebeizt in den Handel kamen. Die russische Beize griff das ohnehin sehr zarte Leder jedoch derart an, dass man die Russen veranlasste, die Ware ungebeizt abzugeben. Die Felle wurden dann erst in Deutschland gebeizt, was das Leder wenig mürbe machte. Zusätzlich wurde bemerkt, dass es wünschenswert sei, wenn dieses Fellwerk seiner häufigen Schnatten wegen (d. h. Narbenbrüche – das sind Aufbrüche des Oberleders auf der Haarseite) mit Sumach oder ähnlichem Gerbstoff behandelt würde, das den Narben nicht so anstrengt und das Leder im Ganzen kräftiger macht. Der verschiedenen Nuancen wegen, die das Fell im naturellen Zustand hat, und die höchst selten ein wirkliches Schwarz erreichen, werden die Astrachan schwarz gefärbt, wie alle ähnlichen Gattungen des Schiras, Breitschwanz, Caracul, Bocharen (ähnlich Astrachan, härtere und kräftigere Locke. Begriff inzwischen ungebräuchlich.) etc.
Zur Verarbeitung schreibt dasselbe Fachbuch, dass Astrachan dem Kürschner keine großen Schwierigkeiten bereite. Der Mode um 1900 entsprechend, machte man daraus ohnehin meist Kleinteile wie Muffe und Kragen. Allerdings waren die im Aussehen ähnlichen aber teureren Persianerjacken gerade aufgekommen, für die Astrachan ein günstiger Ersatzartikel war. Für die größeren Teile erfolgt deshalb auch noch einmal der Hinweis, allzu mürbe Felle mit schwarzem, weichen Stoff dicht zu übernähen, man erspart sich damit späteren Verdruß und notwendige Flickerei.
1833 kostete eine gute Astrachanware auf der Leipziger Ostermesse 60 Mark, im Vergleich dazu ein russisches Katzenfell 25 bis 35 Mark.

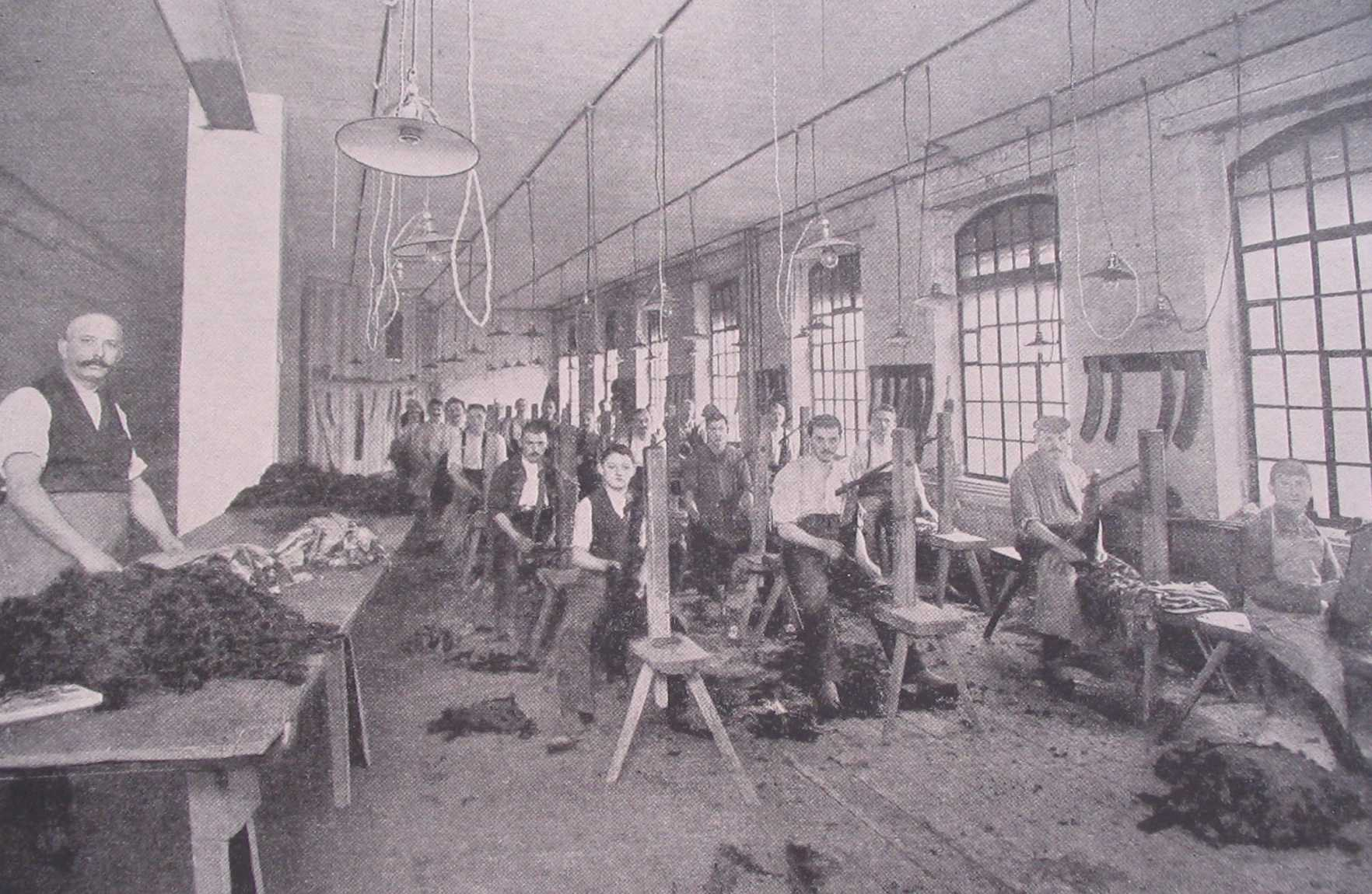
Astrachan-Zurichterei der Firma Theodor Thorer, Leipzig-Lindenau, 1912

Rohe Treibel sortiert der Rauchwarenhandel in:
- Golovka (Köpfe) = beste Ware, feste Locke
- Partionnaja (Partieware) = gemischt, aber brauchbar
- Schposchnaja (Mützenware) = meist kleinlockig
- Baganisty = rauch, große Locke, glänzend
- Kliamisty = flache, glänzende Locke
- Goliak = flach, ohne Musterung
- Saksak = gelockte Felle von etwa sechs Monate alten Tieren, die meist zu Mützen der dortigen Einwohner verarbeitet werden

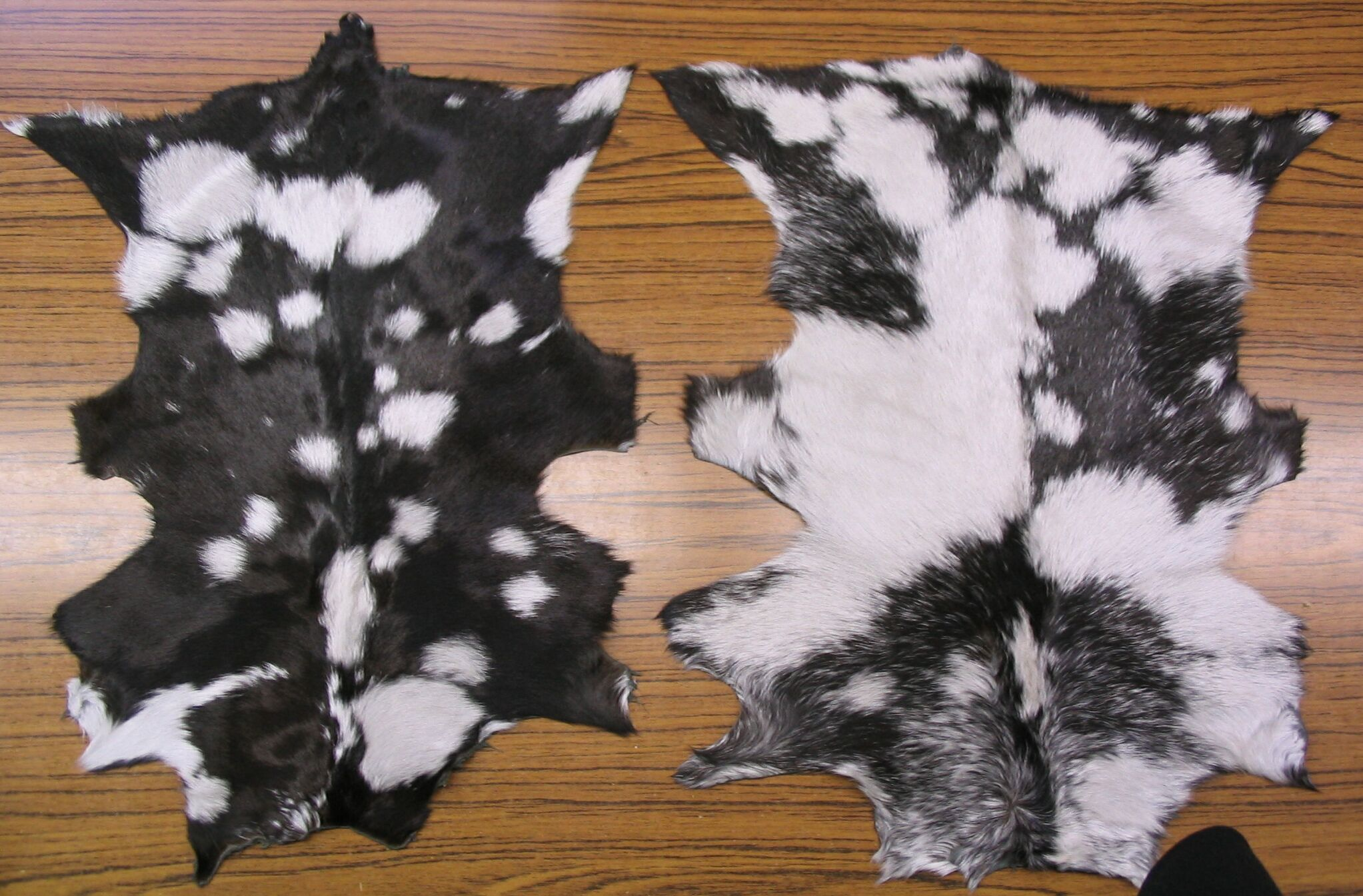
Kidfelle

Im Jahr 1965 wurde der Fellverbrauch für eine für einen Astrachanmantel ausreichende Felltafel (Mantel-„Body“) mit einer Länge von 112 Zentimeter mit 30 bis 40 Fellen angegeben. Zugrundegelegt wurde eine Tafel mit einer Länge von 112 Zentimetern und einer durchschnittlichen Breite von 150 Zentimetern und einem zusätzlichen Ärmelteil. Das entspricht etwa einem Fellmaterial für einen leicht ausgestellten Mantel der Konfektionsgröße 46 des Jahres 2014. Die Höchst- und Mindest-Fellzahlen können sich durch die unterschiedlichen Größen der Geschlechter der Tiere, die Altersstufen sowie den Herkommen ergeben. Je nach Pelzart wirken sich die drei Faktoren unterschiedlich stark aus.

## Kid-Astrachan (Astrachan-Kid)
Kid-Astrachan ist im Rauchwarenhandel die Bezeichnung für eine Art Zickelfelle aus dem nördlichen China. Die Felle haben eine moiréartige Zeichnung und sind meist schwärzlich, grau, gelblich oder weiß. Die Frühgeburt dieser Ziege wird Kid-Galjak genannt.

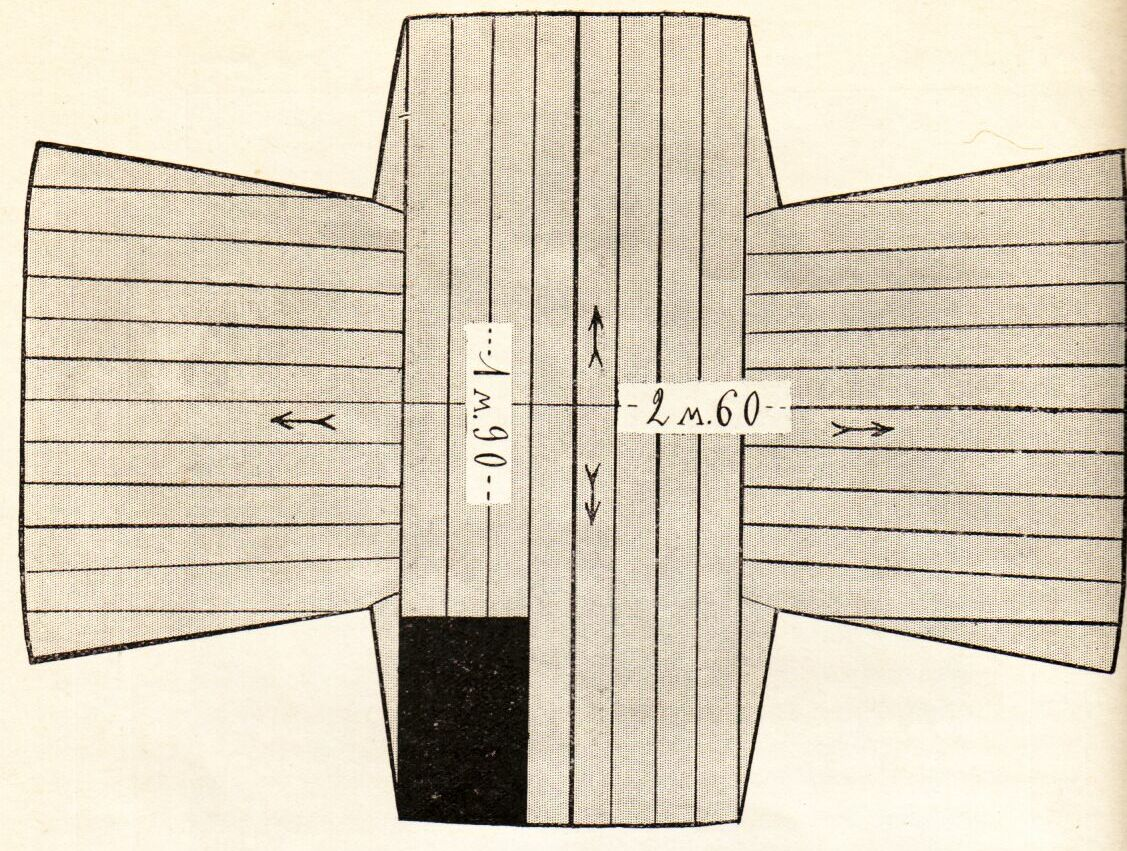
Chinesisches Fellkreuz, hier jedoch aus Fehstücken, ca. 1905

Die besten Felle kommen aus den westlichen Gegenden, sie weisen die gefälligste Musterung auf. Vor 1952 kamen von hier jährlich ungefähr 2 Millionen Felle, während es aus den südlichen Gegenden um Shandong etwa 5 Millionen waren. Die meisten Felle gingen nach Amerika; besonders in den Landesteilen mit milderem Klima wurden gut gemusterte Rohfelle sehr gern gekauft, während zu der Zeit graue Felle besonders nach Kanada gingen.
Bei einer Einteilung der Pelztiere in die Haar-Feinheitsklassen seidig, fein, mittelfein, gröber und hart wird das Kidhaar als mittelfein eingestuft.
Die Felle werden in der Regel in China zu Kidskin-Plates genannten Tafeln in der Größe 30 × 65 Zoll zusammengesetzt. Auch die Abfälle, wie Ohren, Stirnen, Köpfe und Klauen werden so verarbeitet. Dies geschieht entweder in Heimarbeit oder in Fabriken, in der ersten Hälfte des 20. Jahrhunderts fast alles noch handgenäht, oft noch durch Kinder. Solch eine Platte kann häufig aus hunderten kleinster Stückchen bestehen.
Gefärbte Tafeln werden als Tapanschang-Tafeln, Chinesische Astrachan-Tafeln (Kid-Astrachan), wenn sie stärker gelockt sind als Western black kid-plates bezeichnet. Die Tafeln werden gewöhnlich in folgendem Sortiment geliefert: Moirée, Halbmoirée, Flat und Shorthair mit Muster (pattern), Short und Mediumhair, Havy und Longhair. Die Longhair-Platten wurden früher hauptsächlich für die Schweifproduktion genommen.
Bis etwa 1925 handelte man die Felle überwiegend oder vielleicht noch gar nicht in den für westliche Kleidung besser zu verarbeitenden Tafeln, sondern setzte sie zu Kreuzen (Kidkreuze) zusammen. Diese wurden zum großen Teil in China selbst weiterverarbeitet, wo sich mit einfachen Mittel daraus die typische chinesische Kleidungsform herstellen ließ. Im Wesentlichen musste nur noch das Halsloch geöffnet und die Seiten- und Unterarmnähte geschlossen werden. Der Frankfurter Rauchwarenhändler Richard König erinnerte sich 1952 noch daran, wie er in Leipzig in seiner Lehre als „Heidenarbeit“ die großen Stöße Kidkreuze sauber aufbauen musste, Ecke auf Ecke. Es wurde erzählt, dass man in China deshalb begann, Tafeln anstelle Kreuze zu produzieren, weil der Artikel Kidcrosses im amerikanischen Zolltarif vermerkt war, Kidplates jedoch nicht. Dadurch gelang es den Importeuren, die Felle eine Zeitlang zu einem billigeren Zolltarif nach Amerika einzuführen. Weiße Tafeln wurden hauptsächlich in Fantasiefarben eingefärbt, während die gutfarbigen grauen naturell belassen wurden. Die schlechtfarbigen färbte man braun oder mit Blauholz schwarz oder blendete sie oberflächlich braun. Die Platten gewannen durch das Färben „enorm an Aussehen“ und deshalb stellten alle Sorten Kidplatten ein sehr preiswertes Mantelmaterial dar. „Durch die Verschiedenheit der Muster, vom langhaarigen Fell bis zum feinsten Moirée, können natürlich auch die bescheidensten und die größten Ansprüche erfüllt werden.“
Im Jahr 1965 wurde der Fellverbrauch für eine für einen Kid-Astrachan-Mantel ausreichende Felltafel (Mantel-„Body“) mit einer Länge von 112 Zentimeter mit 38 bis 43 Fellen angegeben.
Alle in der Pelzbranche verwendeten Zickel- und Lammfellarten werden zu Bekleidung aller Art verwendet, vornehmlich zu Großteilen wie Jacken und Mänteln, auch zu Mützen, aber auch zu Wohnaccessoires wie Felldecken oder Sitzbezügen.

## Astrachan (Webpelz)
Unter dem englischen Namen „Astrakhan“ für eine Karakulfellnachahmung brachte die Firma Alfred Morris Furs, gegründet 1898, eine der frühen Pelzimitationen auf den Markt. In den 1960/1970er Jahren, seiner Blütezeit, entwickelte sich das Unternehmen zu einem bekannten Spezialisten für Webpelze und nannte sich um in Astraka. In ihrem Werk in Shildon, Grafschaft Durham, Nordostengland, beschäftigte es etwa 400 Mitarbeiter. Das Unternehmen wurde 1988 unter Konkursverwaltung gestellt.

## Zahlen, Fakten
- 1925 bietet der Rauchwarengroßhändler Jonni Wende an:[12]

Astrachan: Gelockte 15 bis 28 Reichsmark; Moiré 30 bis 55 Reichsmark
Kidkreuze: Blaugefärbte 21 bis 26 Reichsmark; schwarzgefärbte 18 bis 24 Reichsmark; zobelgefärbte 20 bis 26 Reichsmark
- Vor 1944 betrug der Höchstpreis für Astrachan (Treibel) gefärbt:

Moiré, fein 28,- RM; Besatzsorten, gute 8,- RM
Moiré, mittlere 20,- RM; Besatzsorten, mittlere 4,- RM
Moiré, geringere 15,- RM.